# Schroniska turystyczne w Macedonii Północnej
Oto spis górskich schronisk turystycznych w Macedonii Północnej.
Schroniska wyliczone są w formacie: nazwa schroniska (nazwa po macedońsku) – pasmo górskie – nazwa zarządzającego towarzystwa górskiego i/lub sportowego – miasto, z którego jest dane towarzystwo – krótki opis ze stanem na rok 2012.

## Schroniska górskie
- Crkwiszte (Црквиште) – Płaczkowica. Zarządza DPS Lisec – Sztip. Położenie: Schronisko znajduje się na północnej stronie Płaczkowicy w pobliżu szczytu Turteł, patrząc na Koczani, na 1590 m n.p.m. Obecnie ma 20 łóżek, agregat prądotwórczy. Remont jest ciągle w roku. Możliwości: Wejście na Turteł i Lisec.
- Czeplez (Чеплез) – Jakupica. Zarządza PSK Sołunska Gława – Weles. Możliwości: Wejście na Sołunską Gławę, zwiedzenie źródeł Babuny.
- Dare Dżambaz (Даре Џамбаз) – Wodno. Zarządza: PSD Bistra – Skopje. Położenie: 1060 m n.p.m. pod samym szczytem Wodna, dociera się ze Skopja drogą asfaltową przez Sredno Wodno, ma 25 łóżek. Możliwości: 2-3-godzinny treking do Matki, ma skałę wspinaczkową kilka minut od schroniska, paralotniarstwo.
- Diwle (Дивле) – Gradisztanska płanina. Zarządza POK Kumanowcze – Skopje. Położenie: stara szkoła we wsi Diwle, przystanek autobusów podmiejskich ze Skopja, pojemność 30 łóżek. Możliwości: wejście na Wenec, najwyższy szczyt Gradisztanskiej płaniny (1-1,5 godz.), treking do Ǵuriszta w 2-2,5 godz (monastyr i miejsce wypoczynkowe), treking do Katłanowa w 2-2,5 godz.
- Dimitar Iliewski - Murato (Димитар Илиевски - Мурато) – Baba. Położenie: znajduje się tuż koło Golemego ezera (Wielkiego Jeziora) na 2218 m n.p.m., można do niego dojechać samochodem terenowym, korzysta z prądu z agregatu. Możliwości: wejście na szczyt Pelister w około 2 godz., treking do schroniska Neolica przez szczyt Muza w 5-6 godz., treking do wsi Brajczino nad Prespą w 3-4 godz. Nazwane imieniem alpinisty Dimitara Iliewskiego.
- Dłaboczica (Длабочица) – Kozjak. Zarządza: PD Kozjak – Kumanowo. Położenie: we wsi Dłaboczica, pojemność 12 łóżek. Możliwości: trekking do schroniska Pojak Kajman w około 3 godz.
- Draczewica (Драчевица) – Kożuf (podnóże). Zarządza: PD Prosek – Negotino. Położenie: stara szkoła we wsi Draczewica, oddalone 14 km od Demir Kapiji (połowa jest szutrowa), na 600 m n.p.m., pojemność 40 łożek. Możliwości: Wejście na szczyt Dwete uszi (Dwoje uszu) w Kożufie w 5-6 godz. w jednym kierunku.
- Dżumaja (Џумаја) – Płaczkowica. Zarządza: PD Beł kamen – Radowisz. Położenie: na 1420 m n.p.m., pojemność 30 łóżek, ma prąd i wodę wewnątrz schroniska, oddalone jest o 21 km od wsi Radowisz (ostatnie 2 km to szuter). Możliwości: Wejście na Lisec w około 2 godz.
- Gorna Belica (Горна Белица) – wieś Gorna Belica. Schroniskiem zarządza SD Peoni – Skopje. Położenie: stara szkoła w Gornej Belicy
- Gorni Disan (Горни Дисан) – podnóże gór Kożuf. Schroniskiem zarządza: DPS Prosek – Negotino. Położenie: stara szkoła we wsi Dołni Disan, pojemność 30 łóżek, oddalone od Negotina o 12 km (ostatnie 2 to szuter), znajduje się na 400 m n.p.m. Możliwości: Treking do schroniska Draczewica w około 5 godz., spacer na płaskowyż Witaczewo w około 2 godz. w jednym kierunku.
- Kałabaster (Калабастер) – miasto Demir Kapija. Zarządza: FPSM - SKA. Położenie: w mieście na skraju koło targu, tuż nad Wardarem. Ma 11 pokojów po 4 łóżka, WC i prysznic wewnątrz. Możliwości: Wejścia na cele turystyczne wokół Demir Kapiji.
- Kopanki (Копанки) – Baba. Zarządza: PD Pelister – Bitola. Położenie: 30 min. szlakiem turystycznym z hotelu Molika dokąd jest droga asfaltowa, na 1554 m n.p.m. Możliwości: wejście na szczyt Pelister, treking do Małego i Golemego ezera, spacer do Jorgow kamenia i Crwenich sten.
- Karadżica (Караџица) – Jakupica. Zarządza: PD Draczewo – Skopje. Możliwości: wejście na Sołunską Gławę w 4-5 godz., treking do Sałakowskich ezer w 2-2,5 godz., wejście na pobliski szczyt Mumdżica, treking do źródeł Kadinej reki, treking na szczyt Wodno w 8-9 godz.
- Ljuboten (Љуботен) – Szar Płanina (pod szczytem Ljuboten). Zarządza: IGM Wratnica – Wratnica. Położenie: drogą asfaltową ze wsi Wratnica do Starego seła i dalej, potem drogą leśną do samego schroniska. Możliwości: Wejście na szczyt Ljuboten, punkt początkowy Zachodniej Tranwersali, która kończy się w Ochrydzie.
- Ljuboten (Љуботен) – Szar Płanina (na Popowej Szapce). Zarządza: PK Ljuboten – Tetowo. Położenie: na Popowej Szapce (22 km od Tetowa) za Dziecięcym Ośrodkiem Wypoczynkowym, pojemność 10 + 2 łóżka; prąd, ciepła woda i toaleta wewnątrz. Możliwości: Wejście na Titow Wrw, Bristawec, treking do Lesznicy, Bogowinskiego i Bełego ezera.
- Małotino (Малотино) – Kozjak. Zarządza PD Kozjak – Kumanowo. Położenie: stara szkoła we wsi Małotino, pojemność 18 łóżek. Możliwości: Treking do neolitycznego obserwatorium Kokino.
- Matka (Матка) – kanion między Suwą Gorą i Iwanjem. Zarządza: SD Peoni – Skopje. Położenie: znajduje się 20 km od centrum Skopja w kanionie Treski nad zaporą „Matka“. Możliwości: Tu jest największy ośrodek wspinaczkowy w Macedonii, jest wiele dróg wspinaczkowych, szczególnie w amfiteatrze, wejście na Suwą Gorę, treking kanionem Treski i zwiedzenie jaskini Wreło, treking do Wodna.
- Mokreni (Мокрени) – Babuna. Zarządza: SPD Metałurg – Weles. Położenie: we wsi Mokreni na 600 m n.p.m., pojemność 32 łóżka, jest prąd i woda, dostępny ze stacji kolejowej Teowo w 2 godziny drogą szutrową albo z Bogomiły w 3 godziny szlakiem turystycznym. Możliwości: wejście na szczyt Bisa w górach Babuna (1600 m n.p.m.) znakowanym szlakiem w 3-3,5 godz., treking do monastyru we wsi Slepcze, spacer do wsi Gabrownik poziomicą szlakiem całkowicie w lesie w 7-8 godzin, spacer do monastyru Św. Zbawiciela w 30 minut.
- Mreżiczko (Мрежичко) – Kożuf. Zarządza: PD Orle – Kawadarci. Położenia: dawny posterunek policji we wsi Mreżiczko, dociera się z Kawadarców 37-kilometrową drogą asfaltową, ma 35 łóżek, jest prą i woda wewnątrz. Możliwości: najczęstszą wycieczką jest przejście przed Mreżiczko i potem ku szczytowi Wasowgrad; idzie się 5-6 godzin do wsi, za 15 minut dochodzi się do Temnatej pesztery (Ciemnej jaskini; jaskinia ma około 150 metrów długości), w półgodziny można zwiedzić wodospady na Basznicy.
- Neolica (Неолица) – Baba. Zarządza: PD Ǵorǵi Naumow – Bitola. Położenie: na 1440 m n.p.m., 3 godziny pieszo ze wsi Bukowo albo w 2 godz. ze wsi Ławci, możliwy dojazd samochodem terenowym z Ławców, pojemność 48 łóżek, korzysta z prądu z agregatu. Możliwości: wejście na szczyt Neolicy, treking do Golemego ezera w 6-7 godz.
- Papradiszte (Папрадиште) – Jakupica. Zarządza: organizacja pozarządowa „Green power“ – Weles. Położenie: we wsi Papradiszte (1000 m n.p.m.), pojemność 30 łóżek, dostęp drogą asfaltową. Możliwości: Wejście na Sołunską Gławę, zwiedzenie źródeł Babuny.
- Płocza (Плоча) – Płocza. Zarządza: AK Płocza – Radowisz. Położenie: blisko drogi magistralnej, dojeżdża się do niego samochodem, dwie noclegownie z 12 łóżkami, jadalnia z kuchnią, WC z łazienką.
- Pojak Kałman (Појак Калман) – Kozjak. Zarządza: GPD Kozjak – Kumanowo. Położenie: stara szkoła we wsi Dejłowce, pojemność 22 łóżka.
- Skocziwir (Скочивир) – Nidże (podnóże). Zarządza: PD „18 Awgust“ – Skopje. Położenie: znajduje się we wsi Skocziwir, dawne koszary wojskowe, schronisko dysponuje 40 łóżkami. Możliwości: Wejście na Kajmakczałan.
- Skopje 63 (Скопје 63) – Wodno (Sredno). Zarządza: PD Skopje 63 – Skopje. Położenie: W Srednim Wodnie nad Skopjem, parter wykorzystuje komercyjnie restauracja, a piętro służy do odpoczynku (ewentualnie też sprzedaży napojów), ale nie ma możliwości nocowania. Możliwości: Wejście na szczyt Wodna (1066 m n.p.m.) w 40-50 minut.
- Smreka (Смрека) – Szar Płanina. Zarządza: PD Transwerzalec – Skopje. Położenie: w centrum narciarskim Popowa Szapka, dostęp z Tetowa 20 km drogą asfaltową, pojemność 80-90 łóżek, jest prąd, woda i łazienka wewnątrz. Możliwości: Wejście na Titow Wrw, Britsawec, treking do Bogowinskiego i Bełego ezera, Lesznicy.
- Sredno Wodno (Средно Водно) – Wodno (Sredno). Zarządza: ŻPK Raborniczki-Kitka – Skopje. Położenie: w SRednim Wodnie, dostęp drogą asfaltową od Skopja, nie ma możliwości nocowania. Możliwości: Wejście na szczyt Wodna w 40-60 min.
- Starawina (Старавина) – Mariowo. Zarządza: PSD Medikus – Bitola. Położenie: w samej wsi Starawina, pojemność 15 łóżek, jest prąd, woda i łazienka wewnątrz. Możliwości: Zwiedzenie Gradeszniczkich izworów (źródeł) w około 2 godziny w jednym kierunku, zwiedzenie monastyru Trnowo we wsi Budimirci w około 2 godz., do Czebrenskiego monastyru w 2-3 godz., wejście na szczyt Krawica na samej granicy (w górach Nidże na wschód od Kajmakczałanu w około 8 godz. w jednym kierunku.
- Szara ski (Шара ски) – Popowa Szapka. Zarządza: DPS Szara ski – Tetowo. Położenie: Popowa Szapka, 20 km od Tetowa. Możliwości: Wejście na Titow Wrw i inne szczyty Szar Płaniny.
- Szarena czeszma (Шарена чешма) – Bełasica. Zarządza: PAOK Entuzijast – Strumica. Pojemność 26 łóżek. Możliwości:Wejście na szczyt Tromeǵa (Trójstyk), zwiedzenie Smołarskiego wodospadu.
- Szarski wodi (Шарски води) – Szar Płanina. Zarządza: PD Bistra – Gostiwar. Położenie: dawny dom strażniczy ESM, 1330 m n.p.m., dostęp z Gostiwaru do wsi Gorno Jełowce 6 km asfaltem i jeszcze 7 km drogą szutrową do schroniska, pojemność 8 łóżek, jest prą, woda jest na zewnątrz. Możliwości: Wejście na szczyt Radika w około 5 godz w jednym kierunku; Wejście  na szczyt Lera w 3 godz.; wejście na Gowedarnik (Zendełbeg – Dedełbeg) w około 3 godz w jednym kierunku; wejście na Budiłow grob (2230 m n.p.m.) nad źródłami Mazdraczy w 2-2,5 godz.; wejście na Ramen kamen (1750 m n.p.m.) w Szar Płaninie w 2-2,5 godz.; wejście na Małą Wracę w 5-6 godz. w jednym kierunku.
- Tajmiszte (Тајмиште) – Bistra. Zarządza: ŻPK Rabotniczki-Kitka – Skopje. Położenie: znajduje się na samej stacji kolejowej Tajmiszte, dostęp drogą asfaltową z Gostiwaru i przed Mawrowem skręca się w lewo (odległe 100 km od Skopja), pojemność 40 łóżek. Możliwości: Wejście na Sandaktasz w 3-4 godz.
- Ursus speleos (Урсус спелеос) – Pesjak (podnóże). Zarządza: ID Ursus speleos – Skopje. Położenie: znajduje się we wsi Słatina, gmina Makedonski Brod, 600 m npn. Możliwości: Zwiedzenie 5 następujących jaskiń: Słatinsko Wreło 400 m n.p.m., Owczarska pesztera 400 m n.p.m., Purało 800 m n.p.m., Słatinska II 800 m n.p.m., Gorna Słatinska 400 m n.p.m. Wycieczki piesze, wejście na Koszkow kamen (1917 m n.p.m.), najwyższy szczyt Pesjaku w czasie 4 godzin, szlak turystyczny Słatina – Joszkow kamen – Dobra Woda (2061 m n.p.m.) – Czełoica – Żelezna Reka (Gostiwar).
- Wisoka czuka (Висока чука) – Kożuf. Schroniskiem zarządza PD Mirawci – Mirawci. Do schroniska można dojść znakowanym szlakiem w około 2 godziny ze wsi Petrowo. Schronisko dysponuje 40 łóżkami i kuchnią, w której można przyrządzać jedzenie. Schroniska ma stałego gospodarza. Możliwości: Wejście na szczyt Dwete uszi w górach Kożuf w około 3,5 godzin w jednym kierunku.
- Wrteszka (Вртешка) – Płaczkowica. Schroniskiem zarządza DPS Lisec – Sztip. Położenie: około 35 km od Sztipu na 11107 m n.p.m., dostęp samochodem, pojemność 40 łozek, jest prąd, woda i centralne ogrzewanie kominkiem, prawie wyremontowane. Schronisko jest typu otwartego, pracuje po uprzednią umową z gospodarzami. Możliwości: wejście na Lisec.
- Żelazna reka (Железна река) – Czełoica. Zarządeza: PSD Korab – Skopje. Możliwości: wejście na szczyt Sandaktasz w Bistrej.

## Inne obiekty
- Błace (Блаце) – Skopska Crna Gora. Zarządza: IPO Jadran – Skopje. Możliwości: Wejścia na szczyty Ramno i Crn kamen.
- Isak Ruso (Исак Русо, schron) – Jakupica. Położenie: znajduje się na Begowym polu; oddalony 16 km od schroniska Karadżica. Możliwości: Wejście na Sołunską Gławę, zwiedzenie źródła Kadiny, nad Sałakowskimi ezerami.
- Kalin kamen (Калин камен, barak) – Osogowska Płanina. zarządza: PD Ruen – Kriwa Pałanka. Położenie: jest to gminny barak w miejscu Kalin kamen na szlaku na Carew wrw z Osogowskiego Monastyru, do niego dociera się drogą asfaltową. W pobliżu znajduje się też chata myśliwska, którą także można wykorzystać do nocowania, wspólna pojemność dwóch obiektów to 30 łóżek. Możliwości: Wejście na Carew wrw i Ruen, możliwy treking do Ponikwy przezz Carew wrw.
- Szumska kuḱa (Шумска куќа, leśny dom) – Nidże. Zarządza: Gospodarstwo leśne Kajmakczaałan – Bitola. Położenie: znajduje się obok drogi leśnej, która wiedzie ze wsi Skocziwir na sam szczyt Kajmakczałan. Możliwości: Wejście na Kajmakczałan.
- Szumska kuḱa (Шумска куќа, leśny dom) – Bistra. Zarządza: PSD Bistra – Kiczewo. Położenie: znajduje się w pobliżu wsi Popoec.
- Zasłoniszte (Засолниште, schron) – Baba. Położenie: na samym grzebieniu obok szlaku (na przełęczy między szczytami Stiw i Ilinden) ze schroniska Kopanki, który wiedzie w prawo do góry grzbietem i potem przez szczyt Pelister, wyposażony jest w ławki i stół. Możliwości: Wejście na Pelister, treking do Małego ezera, Golemego ezera.
- Zasłoniszte (Засолниште, schron) – Baba. Położenie: w pobliżu Golemego ezera, tuż koło schroniska Dmitar Iliewski - Murato. Ma ławki i może pomieścić dwóch piechurów. Możlwiości: Wejście na Pelister, zwiedzenie Małego ezera, Golemego ezera, treking przez szczyt Muza do schroniska Neolica.